# 菲律宾LGBT权益
菲律宾LGBT权益是菲律賓對於同志族群的相關保障。根據2014年調查，菲律宾被列为全世界对同性恋最友好的国家之一和全亚洲对LGBT最友好的国家之一。在一个涵盖了39个国家的全球性调查中菲律宾在17个多数接受同性恋的国家中排名第10。皮尤研究中心题为“对同性恋的全球鸿沟”的调查显示，73％的成年菲律宾人同意“同性恋应该被社会所接受”，比2002年的64%上升了9个百分点。
话虽如此，LGBT人群仍然是该国的少数派之一。女同性恋者，男同性恋者，双性恋者和跨性别往往面临工作中的歧视，没有结婚的权利。这导致了LGBT权利的兴起，这种权利被定义为平等和不受歧视的权利。作为联合国的成员，菲律宾签署了促进人权的各种国际公约。

## 宗教
菲律宾国内有多种宗教信仰，包括罗马天主教，基督堂教會，伊斯兰教等等。这些不同的信仰对同性恋有自己的看法和意见。

### 罗马天主教
菲律宾是一个以天主教为主的国家，约有82.9％的菲律宾人自称是罗马天主教徒。罗马天主教会一直是该国反对同性恋社群最活跃的宗教组织之一。菲律宾天主教主教会议坚定地指出，婚姻应该只在一个男性和一个女性之间存在。此外，他们还呼吁个人和政界人士积极反对同性婚姻。他们认为个人应拒绝参加同性伴侣关系的庆祝仪式，政治人物应该抵制同性伴侣结婚合法化。他们还指出，“同性恋结合不是，也永远不会被理解为所谓的婚姻。”不过，他们也表示，“作为一个同性恋不是一种罪过。这是一个人的状态。”天主教欢迎LGBT社群的成员，但是，如前所述，同性恋者应该受到“尊重和敏感”的欢迎。

### 基督堂教会
基督堂教会不是谴责同性恋的事实本身，而是坚持以圣经为教导，谴责那些同性恋行为，因为这些行为被视为不道德和邪恶。这些行为包括：发生同性性行为，与同性建立伴侣关系，異裝以及同性婚姻。此外，在基督堂教会，男人不准留长发，因为长髮被看作是女性化的象征，应该专属女人。由于教会的信仰建立在圣经上，当有成员被发现是同性恋后，将因为不符合信仰而被要求离开教会。

### 伊斯兰教
穆斯林也像所有其他宗教团体一样面临多元化的挑战。然而，对于多数穆斯林来说，涉及同性恋或变性的问题是罪恶和異端，不是差异性和多样性的问题。菲律宾的伊斯兰社会对同性恋持负面态度。与他人的同性关系被视为大罪。穆斯林认为同性恋者道德混乱。对于伊斯兰教社会来说，同性恋是一种罪，应予严惩。

## 政治
根据菲律宾宪法，在众议院的席位有20％被留给社会边缘群体，包括诸如老人，农民，劳工，青年等。在1995年和1997年，改革法律以包含LGBT人群的努力分别取得了成功。这一改革的倡导者是临时参议长Blas Ople。
1992年菲律宾共产党将LGBT权利纳入党纲，成为第一个这样做的菲律宾政党。Akbayan公民行动党从1998年开始主张LGBT权利。
菲律宾政党通常对于支持同性恋权利非常谨慎，因为他们大多数处于社会保守的政治谱系。对LGBT权利立法的一个主要政治对手为保守派基督教穆斯林民主力量党。Rodolfo Biazon和他的儿子Ruffy Biazon以及Miriam Santiago是菲律宾同性婚姻的最强烈反对者。他们在2006年向参议院和国会提出法案禁止承认同性婚姻，即使这些婚姻在其他国家注册。截至2009年法案仍被搁置。
前总统格洛丽亚·马卡帕加尔-阿罗约政府的性别政策被批评。众议员Hontiveros也表示，由于缺乏对女同性恋者，男同性恋者，双性恋者和跨性别权利的任何保护政策，政府暴露了自己的同性恋恐惧症。“恐同的政府将LGBT人群视为二等公民，”她说。
2011年6月17日，菲律宾对谴责基于性倾向和性别身份的暴力，骚扰，歧视，排斥，侮辱和侵害的性倾向和性别身份的联合国宣言投了弃权票。然而在2014年9月26日，菲律宾对后续决议投了具有里程碑意义的赞成票，联合国人权理事会通过了打击基于性取向和性别认同的暴力和歧视的决议（SOGI）。
出柜党是一个新的进步政党，主要议题是消除基于性取向或性别认同的歧视和骚扰。2009年11月11日，菲律宾选举委员会（COMELEC）否决该党参选2010年5月选举的资格，原因在于其立场“不道德”。此前曾由于出柜党无法提出足够成员人数，因此无法参加2007年选举。
2010年4月8日，菲律宾最高法院推翻选举委员会的裁决，并允许出柜党参加2010年5月的大选。

## 婚姻和家庭
菲律宾法律不承认同性婚姻，民事结合或合作伴侣。
菲律賓現任總統杜特蒂曾在 2017 年 12 月公開支持同性婚姻，並邀請菲律賓的同志社團推選代表，加入政府的修法團隊。

## 社群
20世纪90年代LGBT社群开始有组织代表其人权。贫困和在菲律宾的政治局势，尤其是独裁，可能使得LGBT社区组织发展困难。第一个公开出柜的同性恋是导演Lino Brocka。
1994年6月26日菲律宾ProGay在奎松纪念圆环组织了亚洲同时也是菲律宾第一次男同性恋，女同性恋，双性恋和跨性别的骄傲游行。数百人参加骄傲活动，恰逢反对政府增值税的游行。
自1990年代以来，LGBT人群在政治上和社会上都变得更有组织性和可见性。有大型的年度同性恋骄傲节，和几个重点关注大学生，女性和跨性别的LGBT组织。菲律宾马尼拉有很多同性恋酒吧和夜总会以及各种同性恋权利组织。
- UP Babaylan （页面存档备份，存于）成立于1992年，是菲律宾历史最悠久，规模最大的LGBT学生组织
- Progay-Philippines成立于1993年，在1994年领导了亚洲第一个同性恋三月游行[25]
- Lesbian and Gay Legislative Advocacy Network（LAGABLAB，男女同性恋立法倡导网络），成立于1999年
- Society of Transsexual WOMEN of the Philippines（STRAP，菲律宾跨性别女性协会），成立于2002年。

## 概况
| 同性性行为合法                                       | （除Marawi市穆斯林外） |
| 同意年龄平等                                         | （除Marawi市穆斯林外） |
| 反就业歧视法律                                       | / （非全国范围）       |
| 提供商品和服务的反歧视法律                           | / （非全国范围）       |
| 在所有其他领域的反歧视法律（包括间接歧视，仇恨言论） | 否                     |
| 同性婚姻                                             | （待定）               |
| 同性伴侣关系                                         | （待定）               |
| 同性伴侣收养继子女                                   | 是                     |
| 同性伴侣联合收养                                     | 否                     |
| 同性恋军人允许公开服役                               | （自2009年）           |
| 有权改变法律性别                                     | [ 26 ]                 |
| 男同性恋情侣商业代孕                                 | 否                     |
| 女同性恋试管婴儿                                     | 否                     |
| 男男性接触人群（MSM）允许献血                        | 否                     |